# Seth Carr
Seth Carr est un acteur américain, né le 16 août 2007 à Anaheim (Californie, États-Unis).

## Filmographie

### Cinéma
- 2013 : Her : 747 Boy
- 2015 : Terminator Genisys : Young Boy
- 2018 : Black Panther : Young Killmonger
- 2018 : Breaking In : Glover Russell

### Télévision

#### Série Télévisée
- 2014 : Ray Donovan : Cookie's Son / Alfonse
- 2015 : Des jours et des vies : Randy
- 2015 : Hot in Cleveland : Charlie
- 2016 : Code Black : Zane Jacobson
- 2016-2017 : Brooklyn Nine-Nine : Jeune Holt
- 2017 : Superstore : T'oliver
- 2017 : Bosch : Joe Edgar
- 2018 : Knight Squad : Fizzwick
- 2021 : Le Mystérieux Cercle Benedict : George [Sticky] Washington